# Laußig
Laußig é um município da Alemanha, situado no distrito da Saxônia do Norte, no estado da Saxônia. Tem 100,09 km² de área, e sua população em 2019 foi estimada em 3.644 habitantes.